# Mikoshi

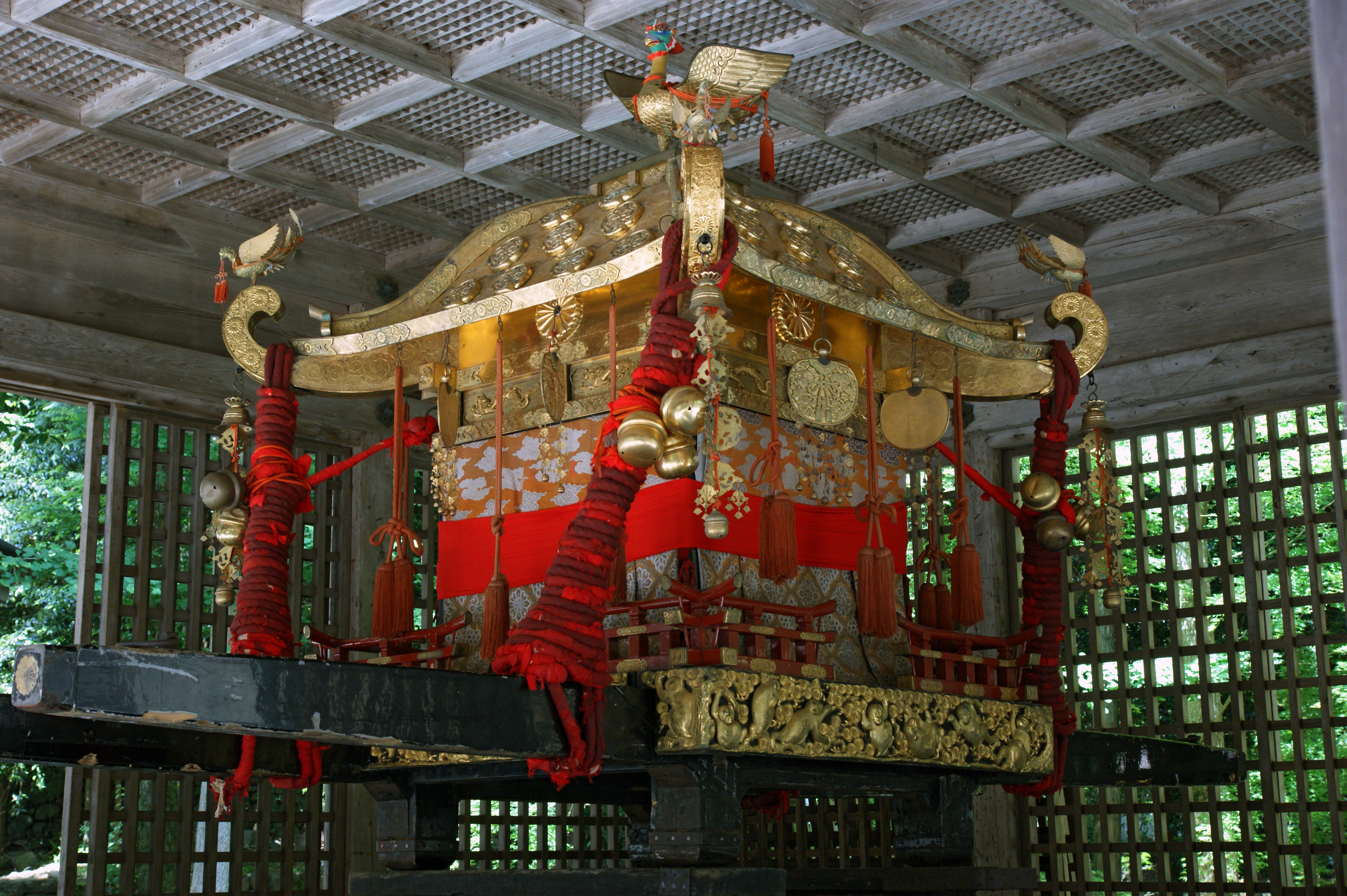
Mikoshi à Hiyoshi-taisha, Otsu.

Dans les rituels shintoïstes, le mikoshi (神輿, litt. « palanquin divin ») est une châsse portable que les fidèles (hommes ou femmes) transportent dans les rues d'un quartier au cours d'une procession, souvent lors d'un matsuri.
Préparation du mikoshi :
1. Les prêtres placent la relique du sanctuaire, incarnation physique du kami, dans le mikoshi. Ils portent pour cela des masques et des gants pour ne pas souiller le kami.
2. Le prêtre principal prononce ensuite les incantations sacrées et appelle le kami à s'incarner dans le mikoshi.
3. Il scelle enfin le mikoshi qui est ensuite transporté à travers tout le quartier pour attirer la bénédiction du dieu.

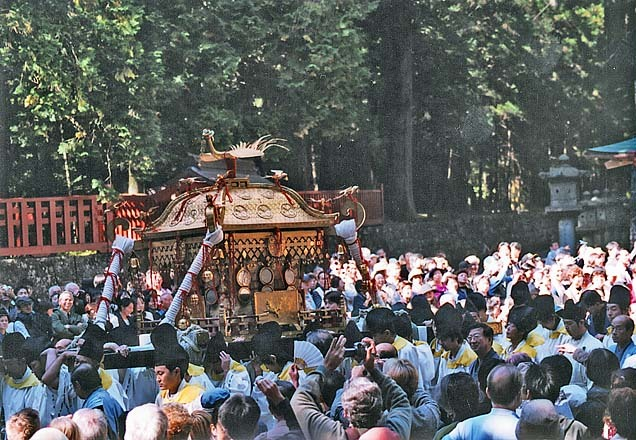
Mikoshi durant un matsuri d'automne, à Nikkō.
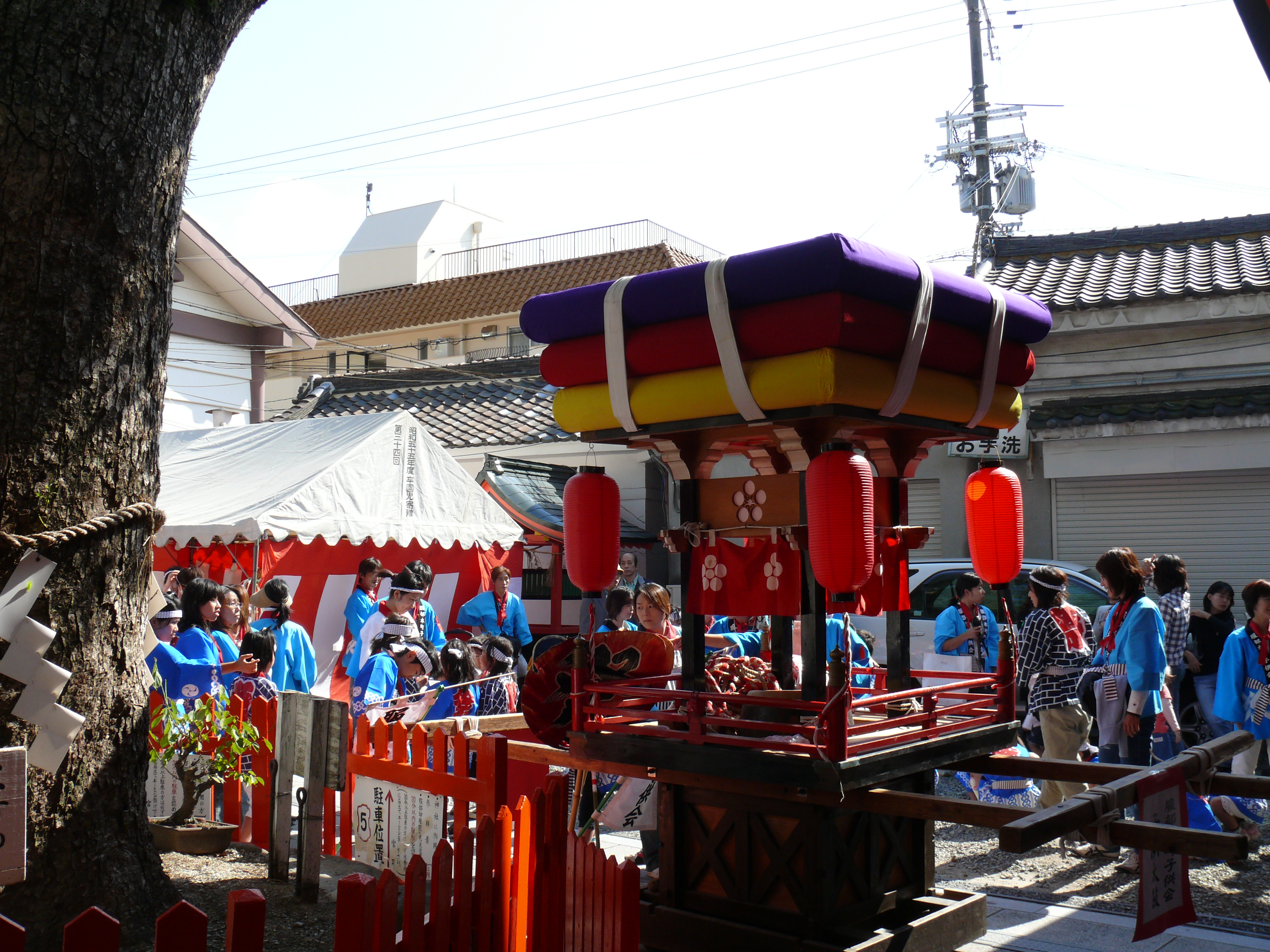
Futon mikoshi.
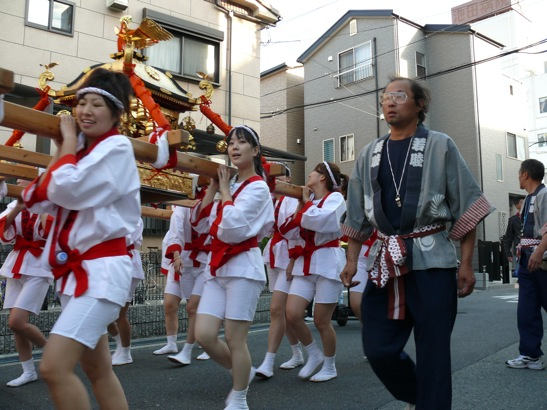
Mikoshi porté par des femmes.
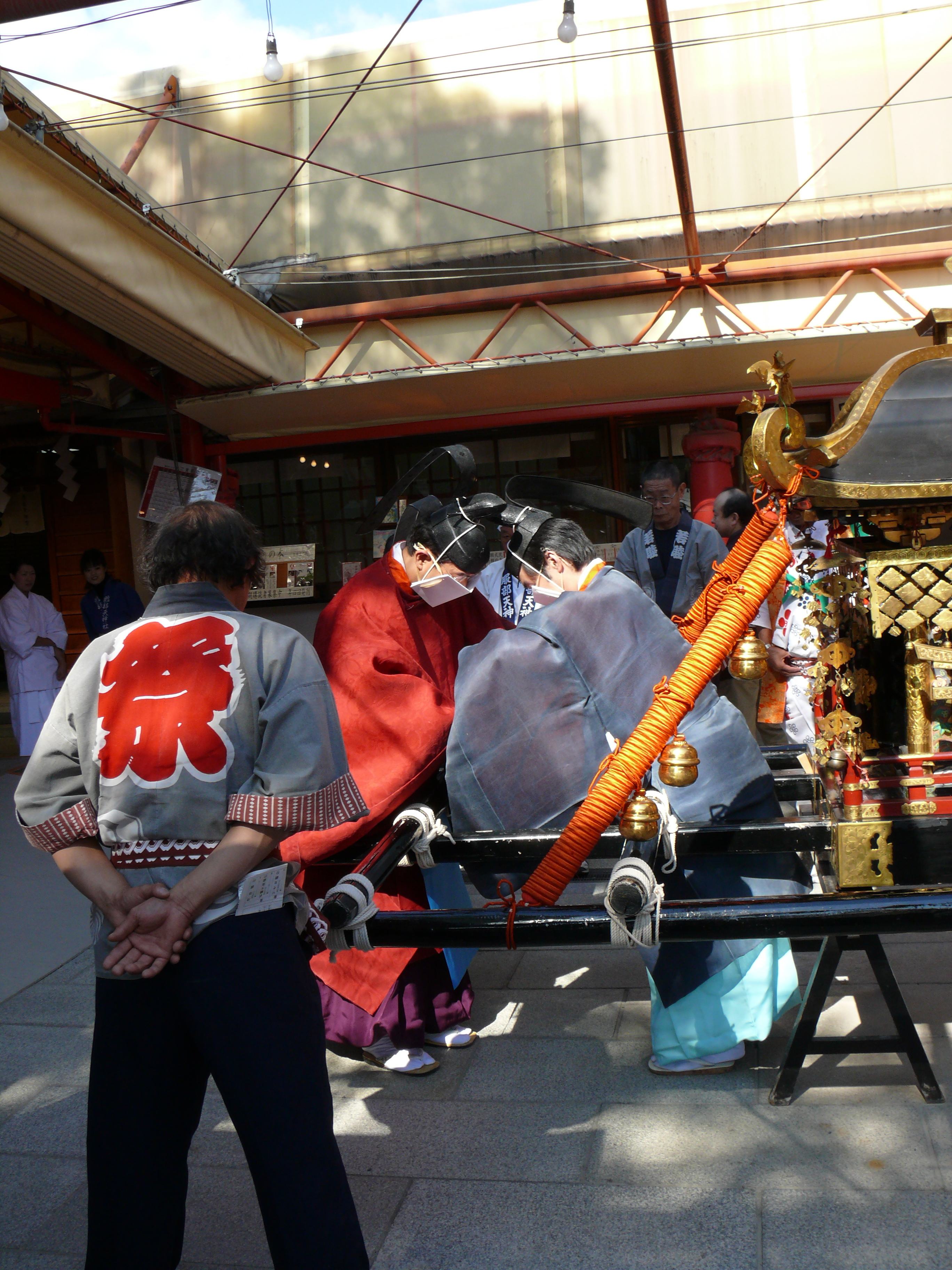
Préparation d'un mikoshi.
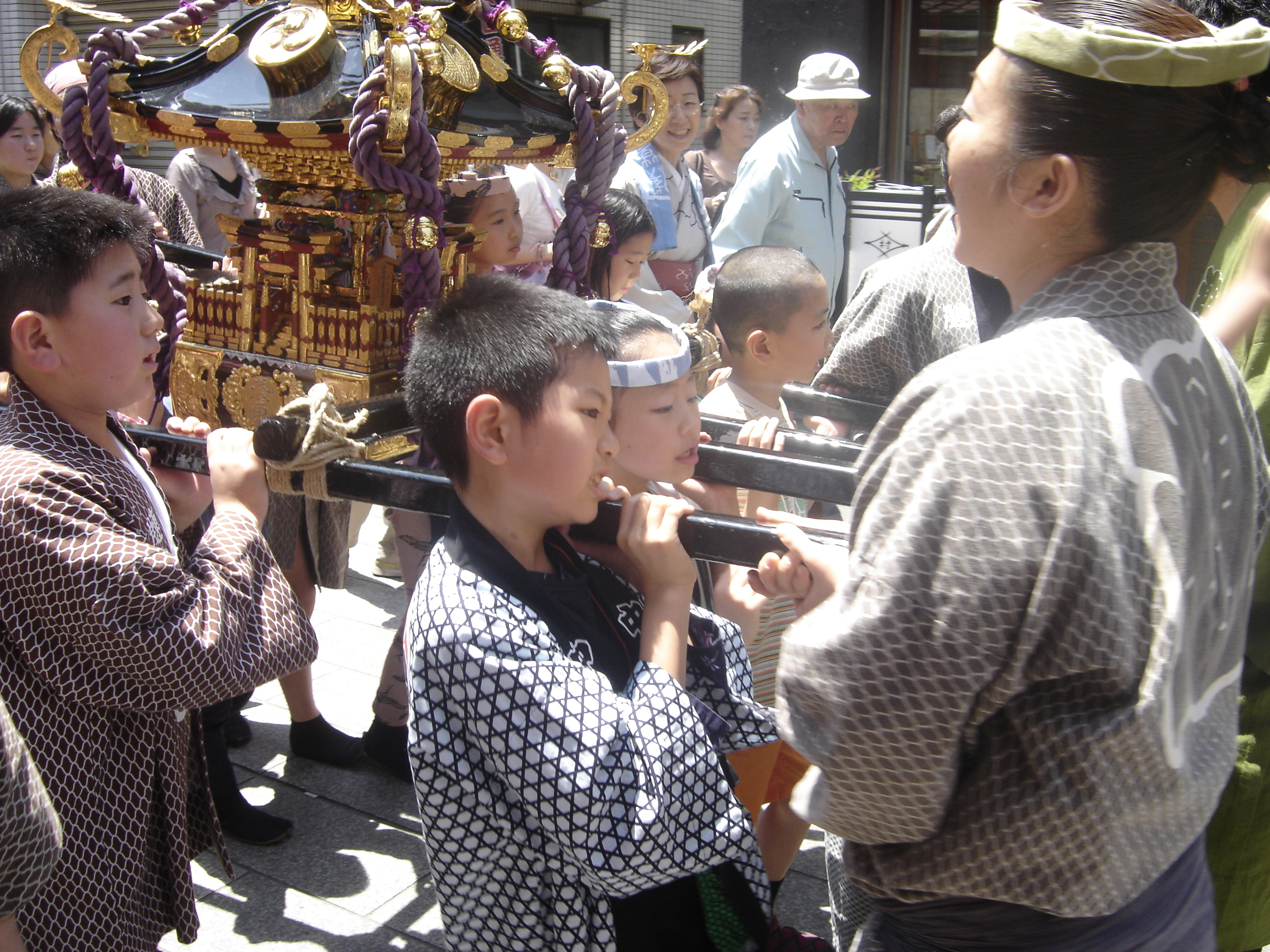
Les enfants portent un mikoshi lors du Sanja matsuri.
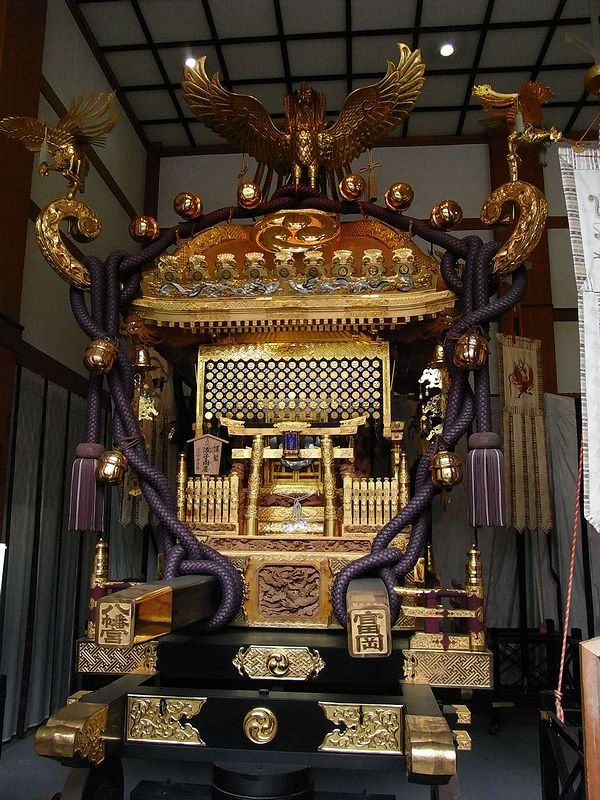
Le plus grand mikoshi du Japon au Tomioka Hachiman-gū.
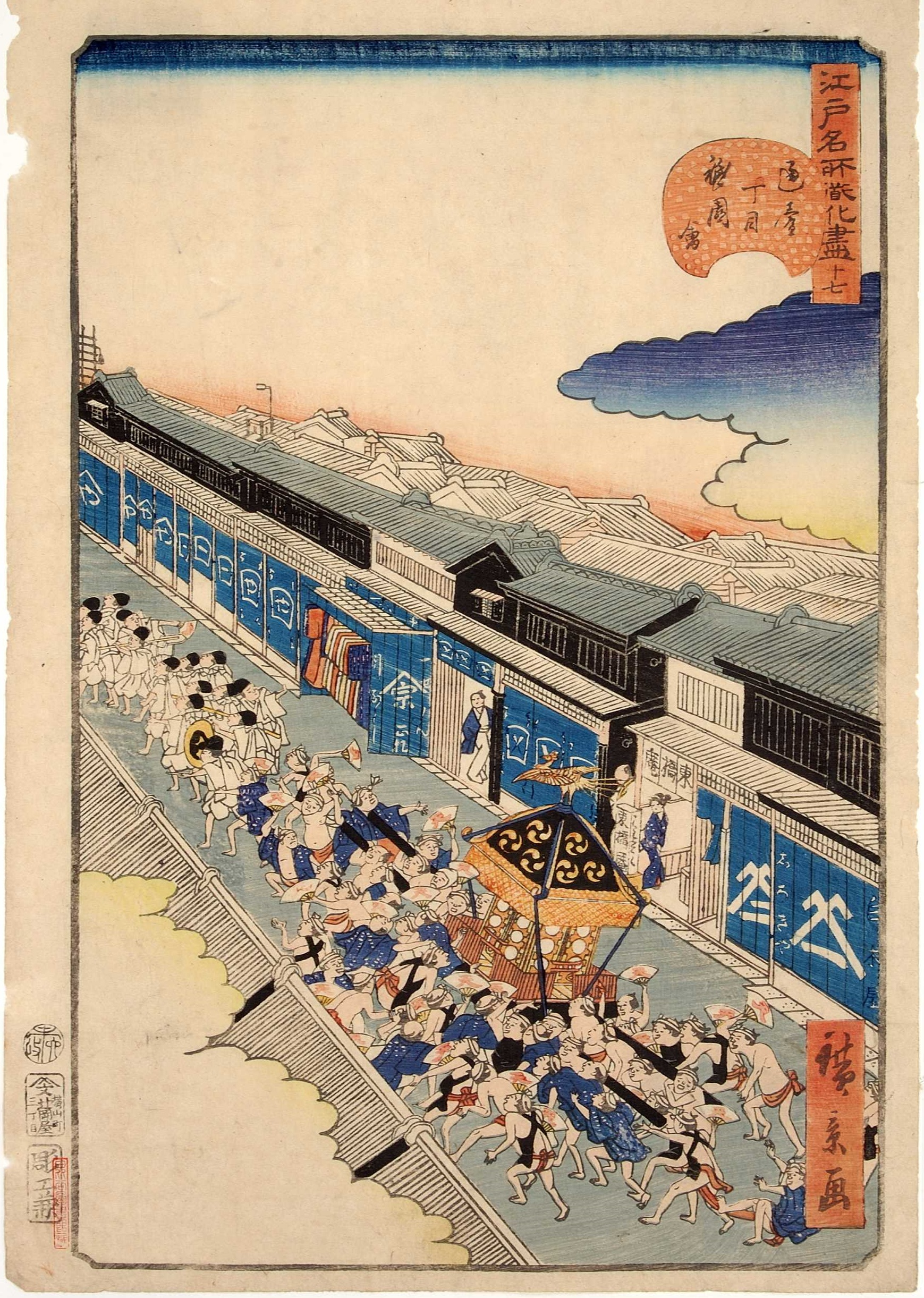
Le mikoshi du Sannō matsuri, estampe comique d'Utagawa Hirokage publiée en 1859.
- Portage de mikoshi.